# NGC 171

NGC 171

NGC 171 هي مجرة تتبع كوكبة قيطس. اكتشفها ويليام هيرشل في 20 أكتوبر 1784.

## روابط خارجية
- NGC 171 على موقع ويكي سكاي: DSS2, SDSS, GALEX, IRAS, Hydrogen α, X-Ray, Astrophoto, Sky Map, Articles and images